# Heimatmuseum im Gutshof Ruhland

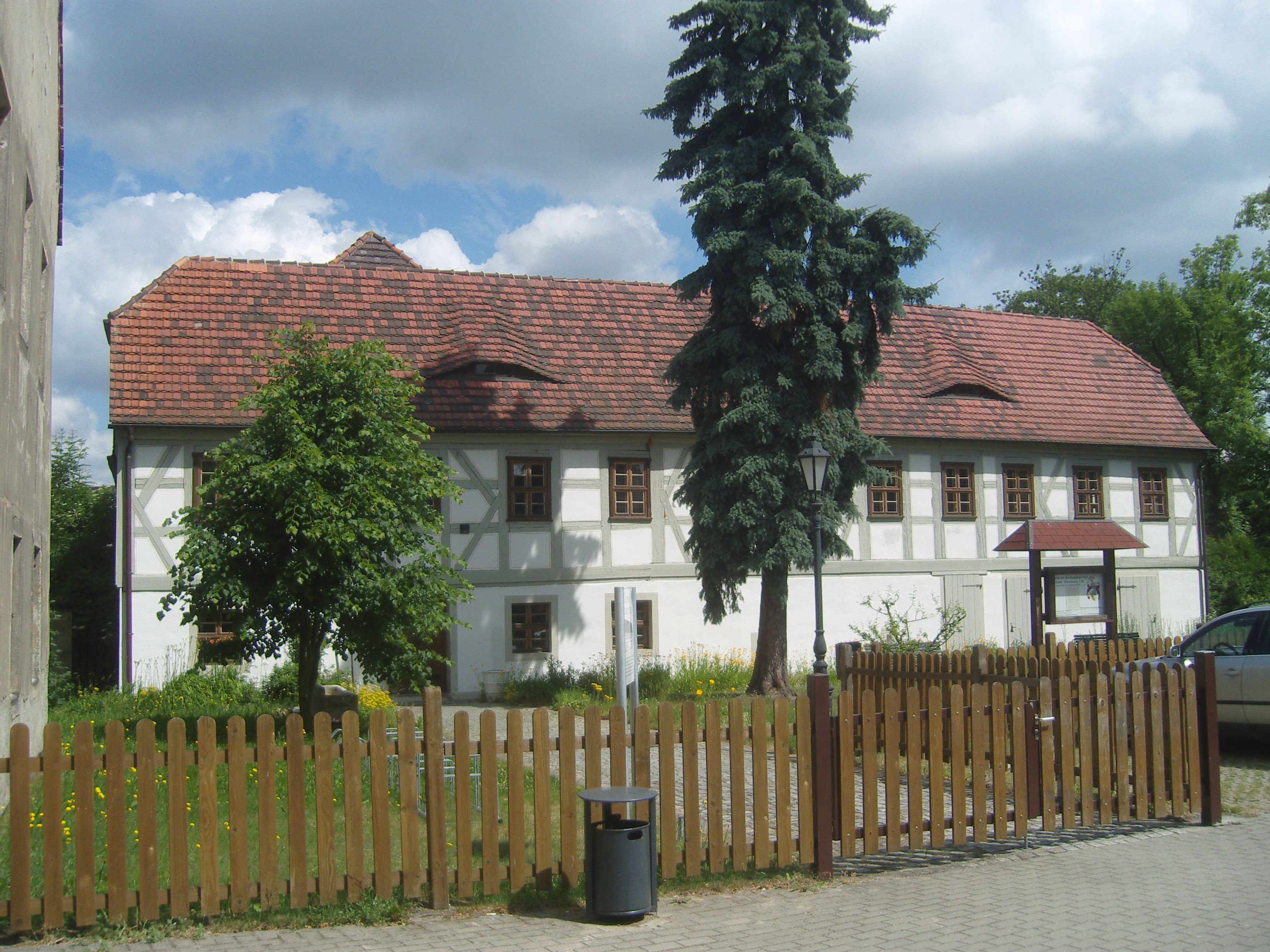
Gutshof in Ruhland

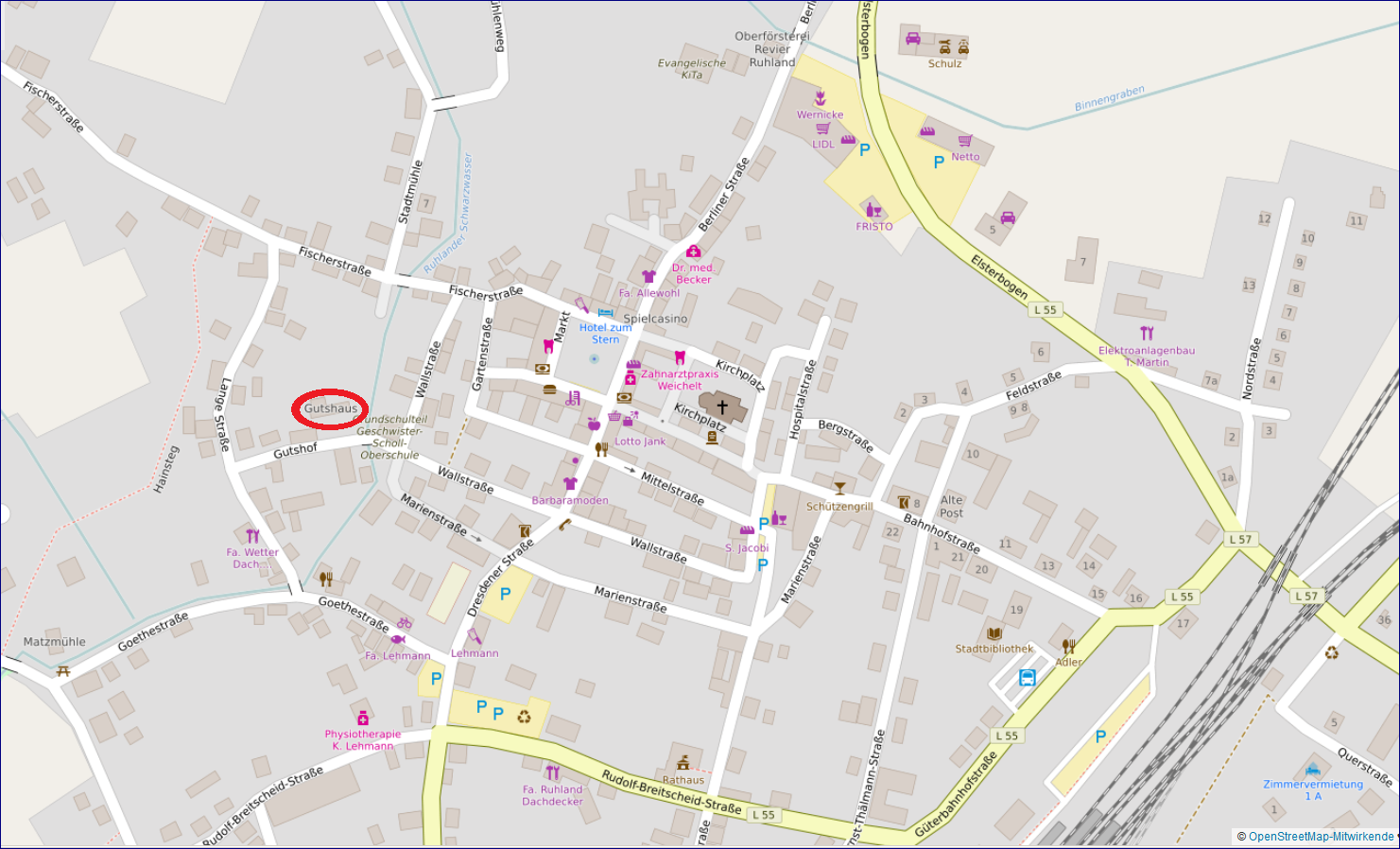
Stadtplan-Ausschnitt, Gutshof markiert

Der Gutshof ist ein Fachwerkhaus mit Gewölbekeller in der Kleinstadt Ruhland im Landkreis Oberspreewald-Lausitz im Süden des Landes Brandenburg. Er befindet sich an der Straße Gutshof. Das Gebäude ist in der Denkmalliste des Landes Brandenburg eingetragen und steht in der Liste der Baudenkmale in Ruhland.

## Geschichte
Das Hauptgebäude (Gutshaus) des einstigen Gutsbezirks von Ruhland wird landläufig Gutshof genannt. Das Gebäude wurde zwischen 1730 und 1750 errichtet und diente als Amtshaus (1768 in der Chronik so benannt) und zeitweise als lokaler Sitz der Ruhlander Standesherrschaften. Es handelt sich um einen langgestreckten Bau mit L-förmigem Grundriss, massivem Erdgeschoss, Fachwerk im Obergeschoss, Krüppelwalmdach und mit Kreuzgewölbe im Ostflügel.

### Wechselnde Herrschaften
Seit 1397 war Ruhland im Besitz der Adelsfamilie von Gersdorff. Diese verkaufte 1622 den Gutsbesitz (Ruhland, Guteborn, Arnsdorf und Biehlen) an Hans Georg von Hoym. 1783 starb Gotthelf Adolf von Hoym. Sein Besitz fiel an seine Tochter Louise-Henriette, Gemahlin Heinrichs XLII., des späteren Fürsten Reuß zu Schleiz. 1813 nahm der französische General Oudinot hier zeitweise Quartier beim damaligen Gerichtsdirektor Spitzner. 1849 endete die Gerichtszuständigkeit der Gutsherrn (Patrimonialgerichtsbarkeit). 1880 starb Adelheid zu Reuß-Schleiz, ihr Besitz ging an die Tochter Anna zu Bentheim-Tecklenburg-Rheda. Nach deren Tod 1902 fiel der Besitz an ihre älteste Tochter, Prinzessin Luise zu Schönburg-Waldenburg, Mutter des letzten Schlossherrn auf Guteborn, Prinz Ulrich, 6. Fürst von Schönburg-Waldenburg.
1920 erwarb der Lehrer Gähler das Haus für 30.000 Mark und ließ es zum Wohnhaus um- und ausbauen.

### Heimatmuseum am Markt
Am 24. Mai 1958 wurde eine Heimatstube am Markt eröffnet. Die Leitung hatte Reinhold Schneider.

### Jüngste Geschichte

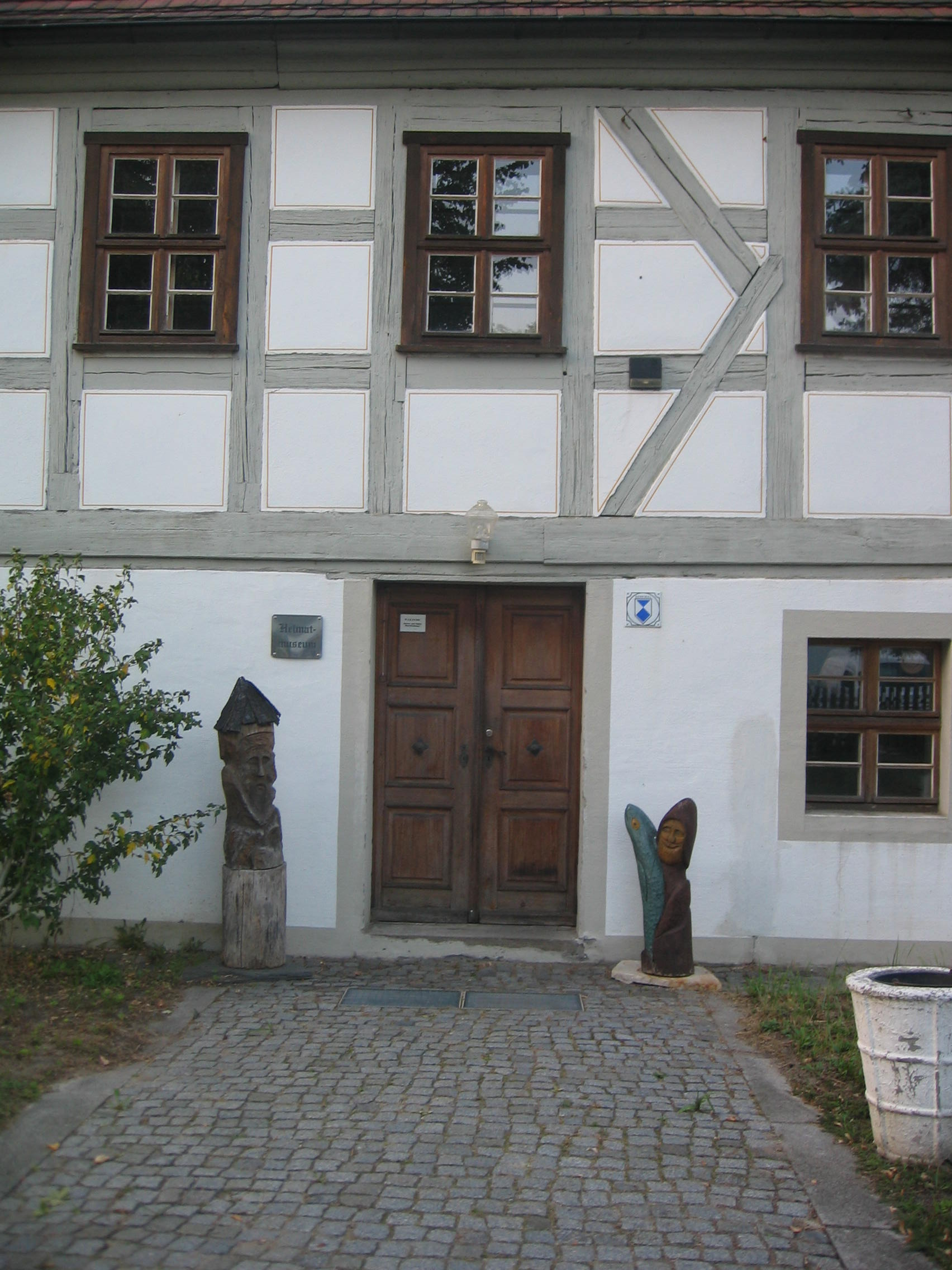
Gutshof, Eingangsbereich

Das Gebäude wurde 1991 bis 1993 im Rahmen der Innenstadtsanierung rekonstruiert. Die Idee zur Einrichtung einer Weinstube im Gewölbe scheiterte an Bau- und Hygienevorschriften. Der Gutshof wurde am 19. August 1993 im Rahmen eines Arbeitsbesuchs des damaligen Kulturministers Hinrich Enderlein besichtigt; dabei trat ein Chor der Musikschule unter Leitung von Gudrun Goßmann auf. Die Heimatstube wurde am 22. Februar 1995 mit einem Lichtbildervortrag des ehemaligen Lehrers Horst Bormann offiziell eröffnet. Seitdem hat der Verein für Heimatpflege 1889 Ruhland/Oberlausitz e. V. seinen ständigen Sitz in diesem Gebäude.
Im Ostteil des Obergeschosses befindet sich eine Außenstelle der Musikschule Oberspreewald-Lausitz.
Nach dem 30. Juni 2017 gab es einen Backofen, den Schüler der Geschwister-Scholl-Schule mit errichtet haben. Das Projekt wurde von der Lausitzer WGV finanziert und vom Bürgermeister Uwe Kminikowski ins Leben gerufen, damit der Ofen als Begegnungsstätte dient. Die Schulgruppe säuberte die Steine, legte am 21. Juni das Fundament, mauerte dann den Sockel und stellte den Ofen am 30. Juni 2017 fertig. Ein nachträglich errichtetes Schutzdach rief eine Genehmigungspflicht durch die Baubehörde hervor. Eine Heilung (nachträgliche Genehmigung) wurde seitens einiger Behörden in Aussicht gestellt, scheiterte jedoch an Verfahrensfragen zwischen Amtsverwaltung, Denkmalschutzbehörde und Stadtverordnetenversammlung. Der Verein „Wir für Ruhland“ baute daraufhin den Backofen ab, da der „Verein't im Zollhaus“ eine Errichtung auf eigenem Gelände anbot.

## Ausstellungen
Zum Bestand der Heimatstube gehören Gebrauchsgegenstände und Werkzeuge aus Haushalt und altem Handwerk, einige Bodenfunde,

ein Urbarium von 1717, Gesellen- und Innungsbiefe, Reste eines Knüppeldamms aus dem 10. Jahrhundert und ein Modell der aus Resten nachempfundenen Fischerhütten. Eine Besichtigung der Bestände ist auf Anfrage möglich. Im Wappensaal befinden sich die Wappen der 4 Ruhlander Standesherrschaften.
Sonderausstellungen werden zu Kunst- und heimatkundlichen Themen durchgeführt. Beispielsweise waren das:
- „Der Rote Domino“ – Insekten malerisch ins Bild gerückt von Barbara Seidl-Lampa, Frühling 2014
- „Von der Schönheit der Tümpel“, Fotografien von Renate Hensel, Herbst 2014
- „Hospizdienst“,  zusammengestellt von Rosel Klepel, 2015
- „Symbole – Zeichen vom Ich“, Steinmetz-Arbeiten von Jens-Peter Stoyan, Mai/Juni 2015
- „Schnitzen aus Leidenschaft“, Holzarbeiten von Rudolf Schulze, Juli 2015[6]
- „Inspiration Ruhland“, Gemälde von Anatoly Rjaboshenko, 6. Mai bis 20. Juni 2017[7]

Vor dem Eingang stehen geschnitzte Holzfiguren des Ruhlander Orthopädieschuhmachers Rudolf Schulze.

## Weitere Veranstaltungen

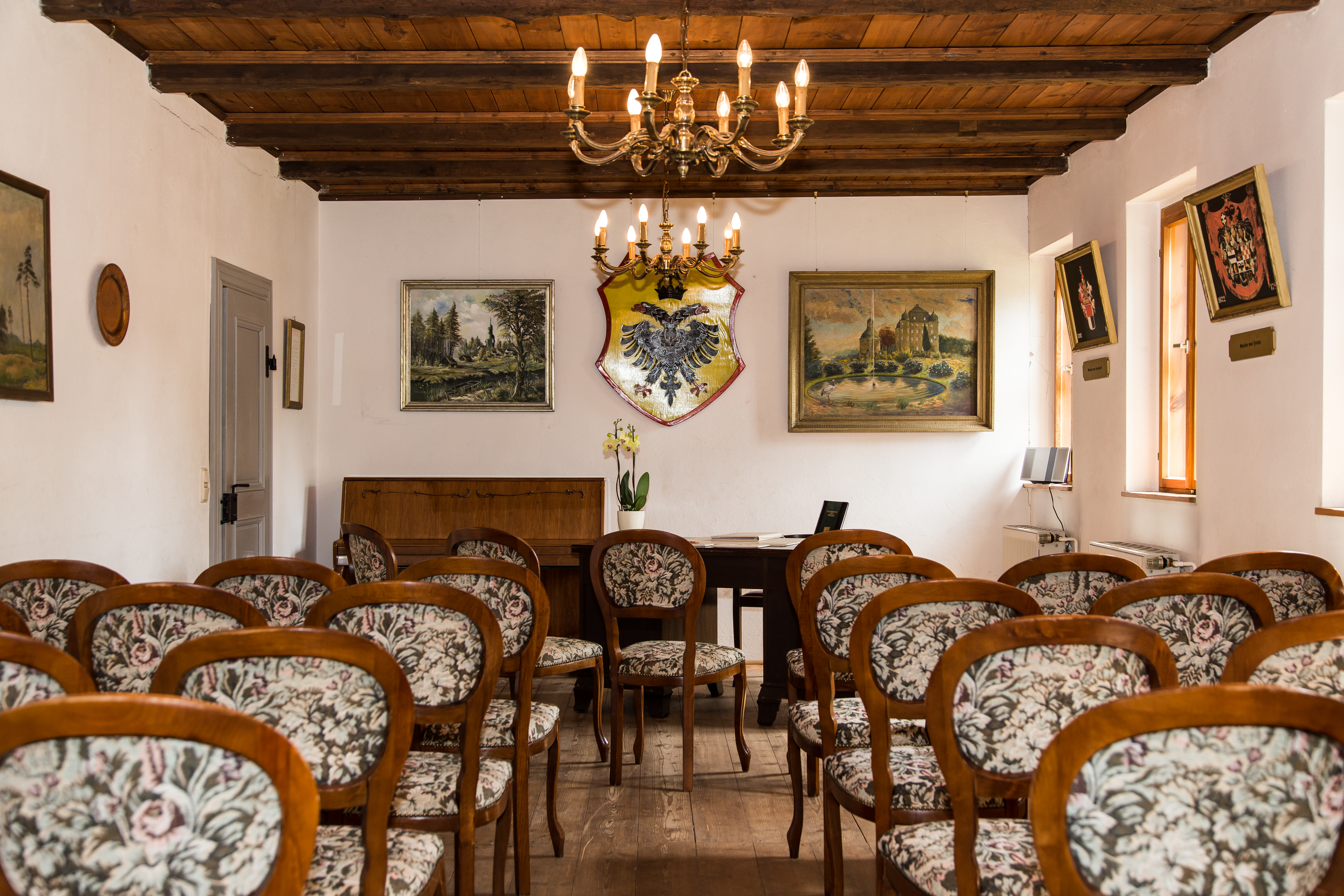
Trauzimmer (Wappensaal)

Im Obergeschoss finden Buchlesungen, Konzerte der Musikschule und Lichtbildervorträge zu Natur-, Kunst- und heimatkundlichen Themen statt.
Im Wappensaal sind Eheschließungen möglich, die auf Wunsch musikalisch auf dem Klavier begleitet oder im Anschluss mit einer Führung zur Geschichte der Stadt Ruhland verbunden werden können.
Im Gutshof endet die Nachtwanderung, eine Stadtführung durch das historische Ruhland.